# Onopordum tauricum

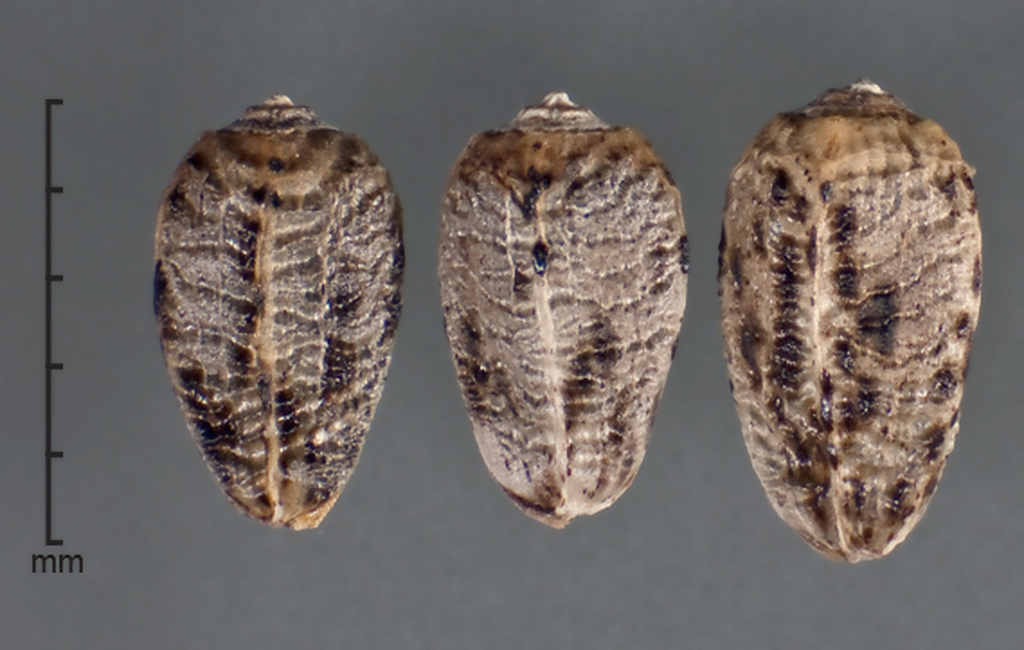
Cipselas sueltas desprovistas de su vilano.

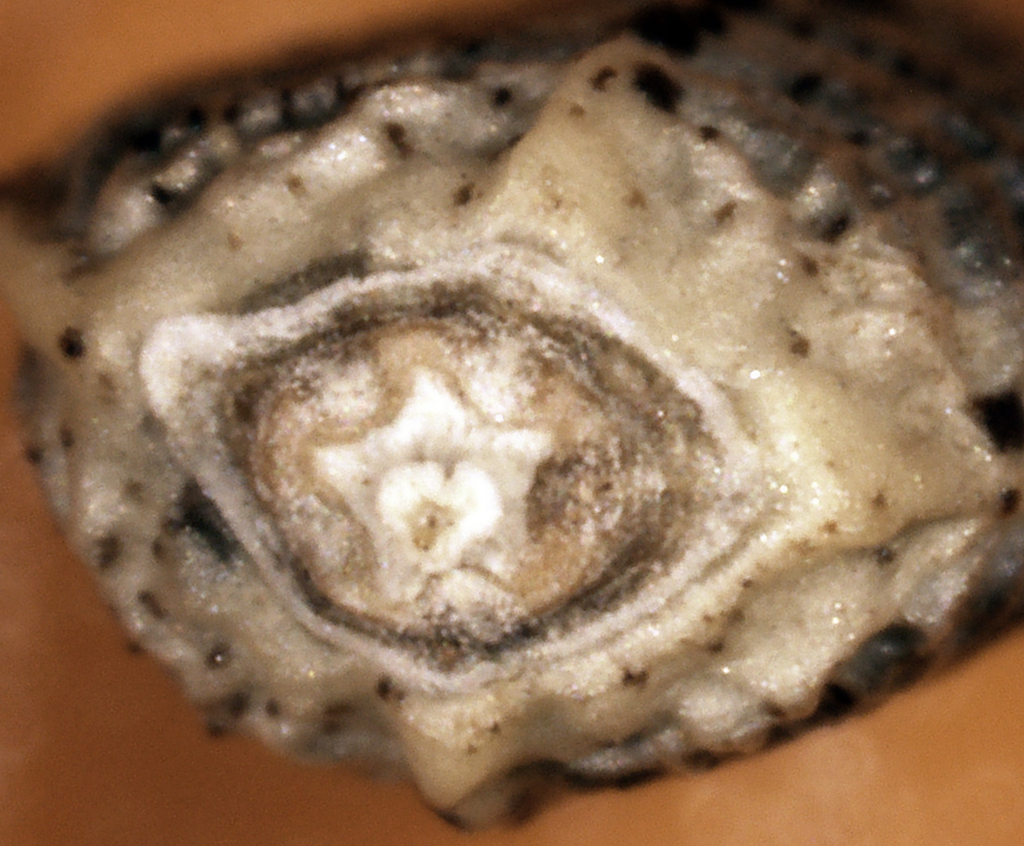
Cipsela suelta desprovista de su vilano con placa apical cuadrangular y nectario pentalobulado.

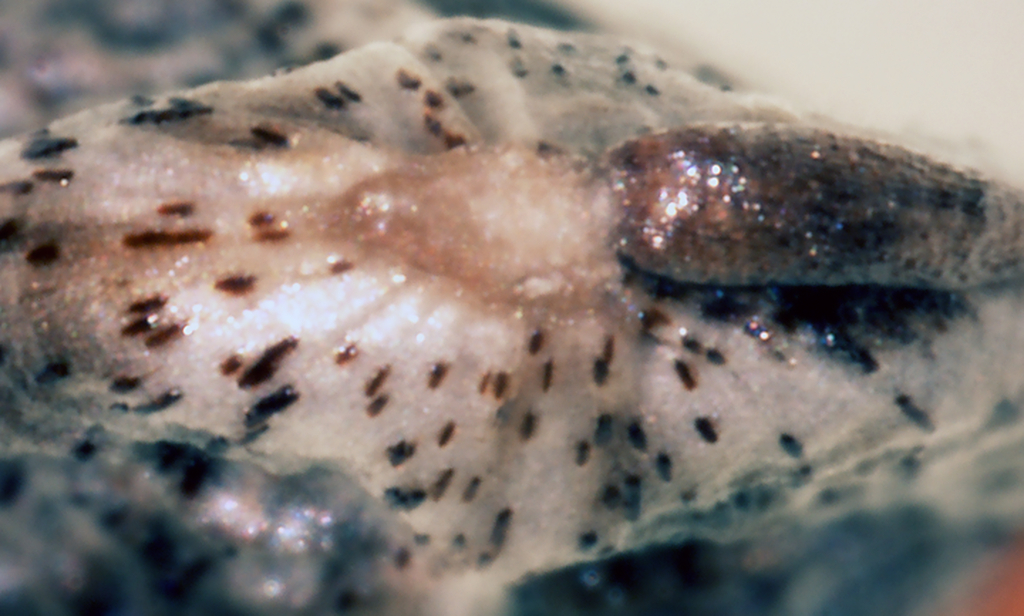
Cipsela suelta: vista basal con eleosoma próximo al hilo.

Onopordum tauricum es una especie de planta fanerógama del género Onopordum de la familia Asteraceae. Es originaria de Eurasia. En el oeste de los Estados Unidos, entre otros sitios donde se introdujo es considerada  como una maleza nociva.

## Descripción
Se trata de una planta herbácea bienal o perenne, glandular-puberulente, enteramente pegajosa, más o menos ramificada, con tallos alados -alas de 0,5-2cm de ancho- espinosos, que alcanza los 2m de altura. Tiene hojas de 10-30cm de largo, ligeramente o profundamente pinnatifidas, con 6-8 pares de lóbulos triangulares agudos y tomentosa-aracnaoides cuando jóvenes. Los capítulos son usualmente solitarios en el ápice de los tallos y tienen un involucro, más o menos esférico, de 2-5cm de diámetro (sin contar las espinas de las brácteas). Sus brácteas son de contorno lanceolado, de 3-4mm de ancho en sus bases, glabras o glandulosa-puberulentes hasta tomentosa-aracnoides y con una espina apical de hasta medio centímetro. Las cipselas mediocentimétricas, glabras, cuadrangulares, con 4-5 nervios longitudinales angulares prominentes y otros más inconspicuos en las caras que, además, están onduladas/arrugadas transversalmente; el hilo es ovalado y sin o con eleosoma. La placa apical, con reborde entero, es cuadrangular con un nectario central persistente pentagonal rodeado de un vilano, caedizo, de pelos denticulados soldados en un anillo basal.

## Distribución y hábitat
Es una especie originaria de Oriente Medio desde donde se ha extendido hasta el oeste de Europa (Francia pero no España). Se introdujo en Estados Unidos donde ha infestado zonas de California, Colorado y, más recientemente (2007), Oregón.
Es también invasiva y nóciva para la agricultura en Australia.
Crece en praderas, cultivos, bosques de zonas áridas, bordes de carreteras y caminos, desde 600 hasta 2200m de altitud. Florece en verano (junio a septiembre).

## Taxonomía
Onopordum tauricum fue descrita por Carl Ludwig Willdenow y publicado en Species Plantarum. Editio quarta, vol. 3(3), p. 1687, 1803.
Etimología
- Onopordum: El nombre genérico proviene del latín ǒnǒpordǒn/ǒnǒpradǒn, derivado del Griego όνόπoρδoν, de όνό «burro» y πορδον «pedo», o sea que «pedo de burro», aludiendo a la supuesta propiedad de la planta de producir ventosidades ruidosas a estos animales cuando se la comen,[6][7] referenciado como tal en Plinio el Viejo, Historia naturalis (27, 110, LXXXVII: "Onopradon cum ederunt, asini crepitus reddere dicuntur.")[8][9] y corroborado por el creador del género («Onopordon est composé des mots Grecs 'όνος', Asne , & 'πέρδω', je pete, parce qu'on prétend que ces Plantes font peter les Asnes qui en mangent»).

- tauricum: epíteto geográfico latino  aludiendo a «Táurica», nombre con que era conocida la península de Crimea y sus territorios adyacentes en la Antigüedad clásica.[10]

Sinonimia
- Onopordum argolicum Boiss.
- Onopordum corymbosum subsp. visegradense Franco
- Onopordum elatum Sm.
- Onopordum tauricum subsp. elatum (Sm.) Nyman[11]

Hibridación
Híbridos de la especie con otro taxón específico del género (Onopordum acanthium) han sido señalados en el sur de Francia.
En el Estado de Colorado, en Estados Unidos, crece puntualmente con Onopordum acanthium y posibles híbridos entre las dos especies han sido observados.